# 約翰斯頓峰
66°16′S 52°6′E / 66.267°S 52.100°E
約翰斯頓峰是南極洲的山峰，處於馬爾山以南13公里和道格拉斯峰西北面20公里，在1930年1月由探險隊發現，以隨隊的生物學家命名。